# Edmund White
Edmund Valentine White III (Cincinnati, 13 de janeiro de 1940 – Nova Iorque, 3 de junho de 2025) foi um romancista, escritor de contos e crítico literário, nascido nos Estados Unidos.

## Obra

### Ficção
- Forgetting Elena (1973)
- Nocturnes for the King of Naples (1978)
- A Boy's Own Story (1982)
- Caracole (1985)
- Um belo quarto vazio (O Lindo Quarto Está Vazio, no Brasil), "The Beautiful Room Is Empty" (1988)
- Sinfonia a despedida, "The Farewell Symphony" (1998)
- The Married Man (2000)
- Fanny: A Fiction (2003)

### Não Ficção
- The Joy of Gay Sex, with Charles Silverstein (1977)
- States of Desire (1980)
- The Burning Library: Writings on Art, Politics and Sexuality 1969-1993 (1994)
- Paris, os passeios de um flâneur, "The Flâneur: A Stroll Through the Paradoxes of Paris" (2000)
- Fresh Men: New Voices in Gay Fiction (2003, Carroll & Graff)
- Arts and Letters (2004)

#### Biografia
- Jean Genet (1993)
- Marcel Proust (1998)
- Arthur Rimbaud (2008)

#### Memórias
- Our Paris: Sketches from Memory (1995)
- My Lives (2006)

#### Antologias
- The Darker Proof: Stories from a Crisis (1987)
- In Another Part Of The Forest: : An Anthology of Gay Short Fiction (1994)
- The Art of the Story (2000)
- A Fine Excess: Contemporary Literature at Play (2001)